# Korean-Air-Lines-Flug 015
Auf dem Korean-Air-Lines-Flug 015 (Flugnummer IATA: KE015, ICAO: KAL015, Funkrufzeichen: KOREAN AIR 015) ereignete sich am 19. November 1980 ein schwerer Flugunfall, als eine Boeing 747-2B5B der Korean Air Lines nach einem transpazifischen Linieninterkontinentalflug von Anchorage nach Seoul vor der Landebahn des Flughafens Gimpo aufsetzte. Bei dem Zwischenfall starben 15 der 226 Insassen an Bord der Maschine.

## Maschine
Bei dem verunglückten Flugzeug handelte es sich um eine Boeing 747-25B5, die zum Zeitpunkt des Unfalls ein Jahr und acht Monate alt war. Die Maschine wurde im Werk von Boeing in Everett im Bundesstaat Washington montiert und absolvierte am 23. März 1979 ihren Erstflug. Das Flugzeug trug die Werksnummer 21773, es handelte sich um die 366. Boeing 747 aus laufender Produktion. Am 11. April 1979 wurde das Flugzeug neu an die Korean Air Lines ausgeliefert, wo es mit dem Luftfahrzeugkennzeichen HL7445 in Betrieb ging. Das vierstrahlige Langstrecken-Großraumflugzeug war mit vier Mantelstromtriebwerken des Typs Pratt & Whitney JT9D-7Q ausgestattet.

## Passagiere, Besatzung und Flugplan
Der Linieninterkontinentalflug KE015 sollte vom Flughafen Los Angeles zum Flughafen Seoul-Gimpo führen. In Anchorage war ein Zwischenstopp zur Betankung vorgesehen.
Den Flug auf dem zweiten Abschnitt von Anchorage nach Seoul hatten 206 Passagiere angetreten. Es befand sich eine 20-köpfige Besatzung an Bord.

## Unfallhergang
Als sich die Maschine im Anflug auf Gimpo befand, betrug die Sichtweite 1.000 Meter unter Nebelschwaden. Die Piloten erhielten eine Freigabe zur Landung auf der Landebahn 14. Die Maschine setzte 90 Meter vor der Landebahnschwelle an einer Böschung mit einer Neigung von 45 Grad auf. Das Hauptfahrwerk wurde nach hinten abgerissen und durch die Rumpfunterseite, an der die Streben gerissen waren, in den Frachtraum gedrückt. Die Maschine schlitterte auf dem Bugfahrwerk und der Rumpfunterseite über die Landebahn. Die Tragflächen blieben intakt und die Tanks wurden nicht beschädigt. Im Frachtabteil kam es dennoch zu einem Brand, als die auslaufende Hydraulikflüssigkeit im Bereich der gebrochenen Streben durch Funkenflug entzündet wurde. Es kam nicht zu einem Treibstoffbrand. Die Maschine füllte sich schnell mit Rauch. Über die Lüftungsschlitze im Boden erreichte das Feuer den Innenraum und griff auf die Sitze über. Der Brand breitete sich im Rumpf schnell aus. Der Rauch wurde innerhalb kurzer Zeit immer dichter.

## Evakuierung und Opfer
Die Evakuierung der Maschine verlief ordentlich, doch aufgrund des sich rasch ausbreitenden Brandes inhalierten einige Insassen Brandgase. Andere zogen sich während des Verlassens der Maschine Verletzungen zu. Neun Passagiere und sechs Besatzungsmitglieder erlitten tödliche Verletzungen, vier weitere Passagiere wurden schwer verletzt.

## Ursache
Als Unfallursache wurde ein fehlerhaftes Anflugverfahren durch die Besatzung festgestellt, die den Anflug unterhalb des Gleitpfades fortsetzte, ohne die Landebahn in Sicht zu haben, bis die Maschine vor der Landebahn aufschlug.